# Sørlandet

Sørlandet Norvégiában

Sørlandet (norvégul déli föld) egyike Norvégia öt földrajzi régiójának landsdel). Dél-Norvégia Skagerrak-szoros menti területeit foglalja magába. 
Összterülete 16 493 négyzetkilométer. Két megyéből ((fylker) áll. Ezek: Vest-Agder és Aust-Agder. 
Néha a régióhoz sorolják az északnyugatra fekvő Vestlandet régióban fekvő Rogaland, illetve az Østlandet régió Telemark megyék  részeit is.

## Neve
1902 előtt nem volt Sørlandet régió, az elnevezést ekkor vezette be Vilhelm Krag. Korábban a Vestlandet részeként fogták fel a területet, amely nagyjából egybeesik a történelmi Agder királyság területével.

## Tengerpartja
A két megye lakosságának mintegy 80 százaléka tengerpart mentén lakik: a part norvég viszonylatban meleg, a Skagerrak fontos főútvonalai csatlakoznak hozzá és gazdag halászhelyek vannak a közelében. Tengerparti városai, nyugatról kelet felé haladva: 
- Flekkefjord
- Farsund
- Mandal
- Kristiansand
- Lillesand
- Grimstad
- Arendal
- Tvedestrand
- Risør

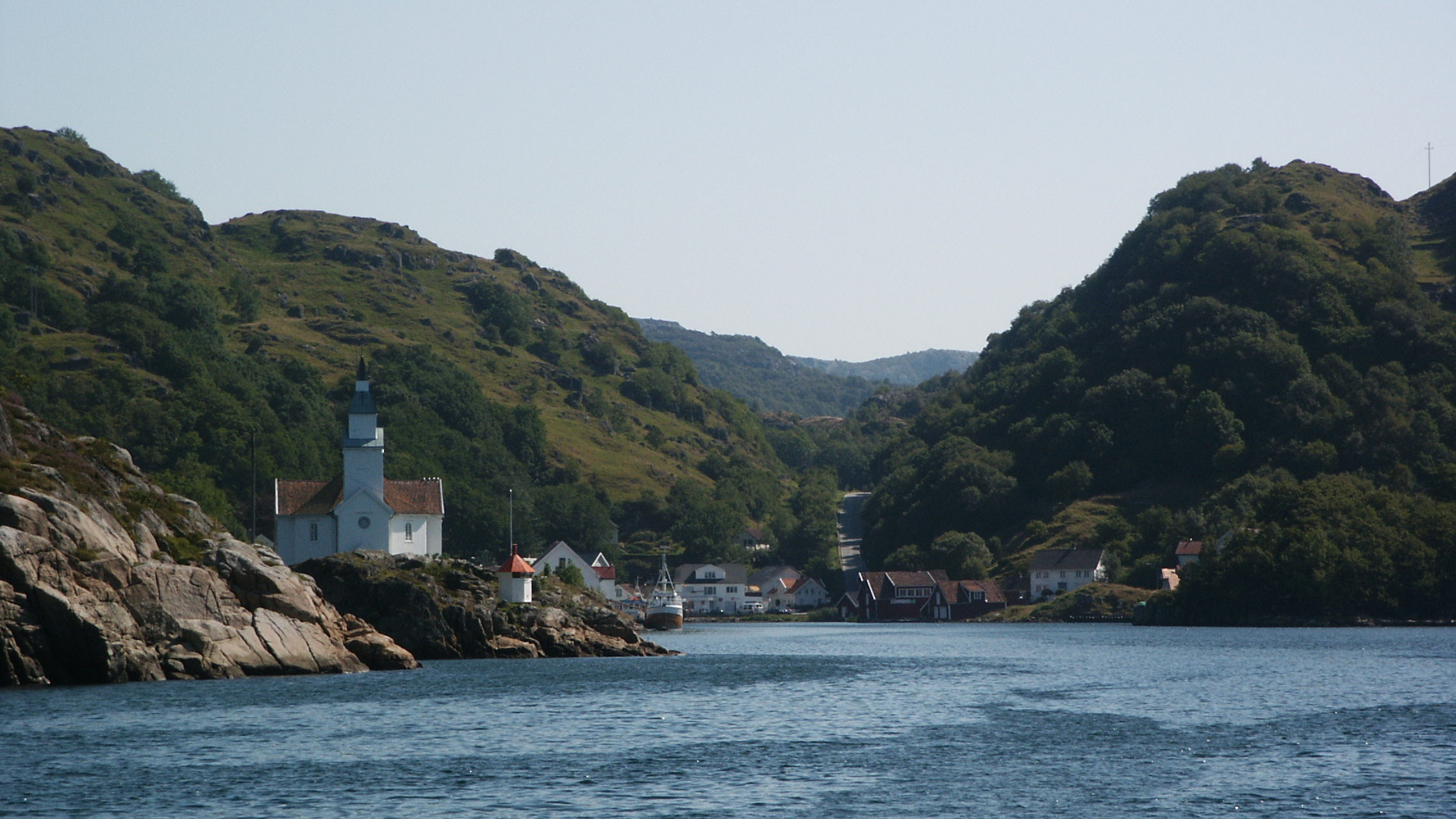
Kirkehavn on Hidra, Vest-Agder
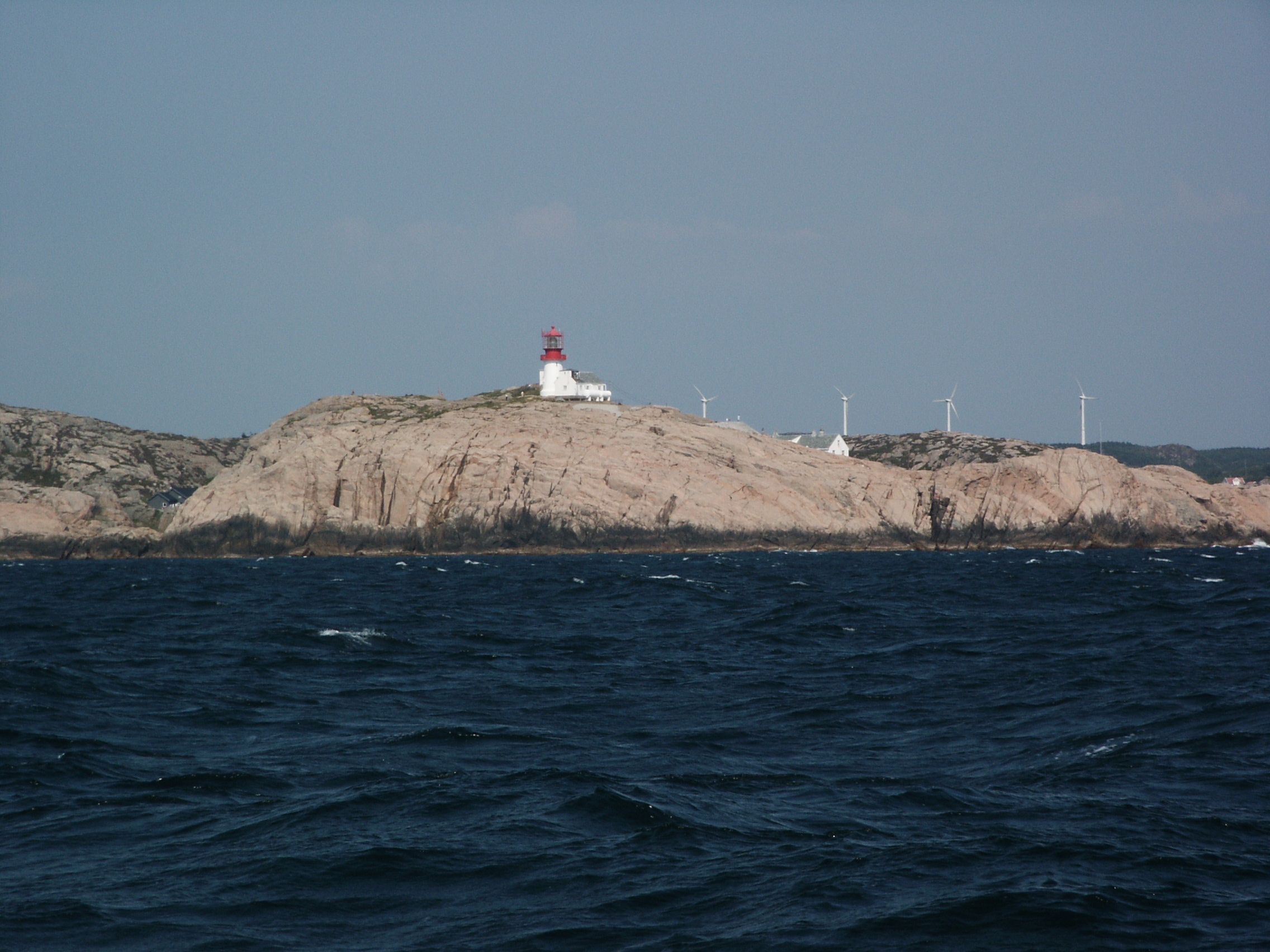
Világítótorony a Lindesnes-fokon
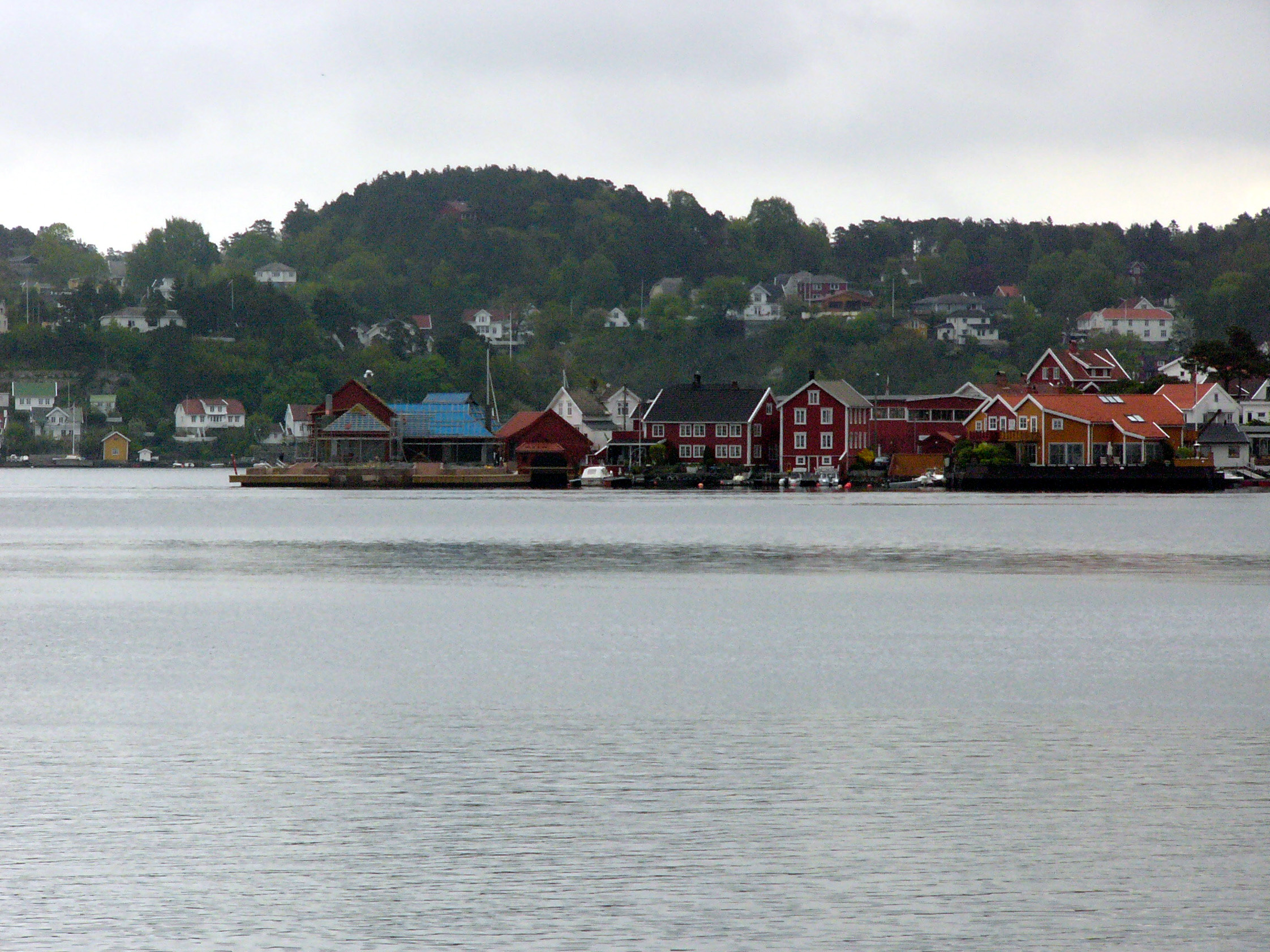
Arendal
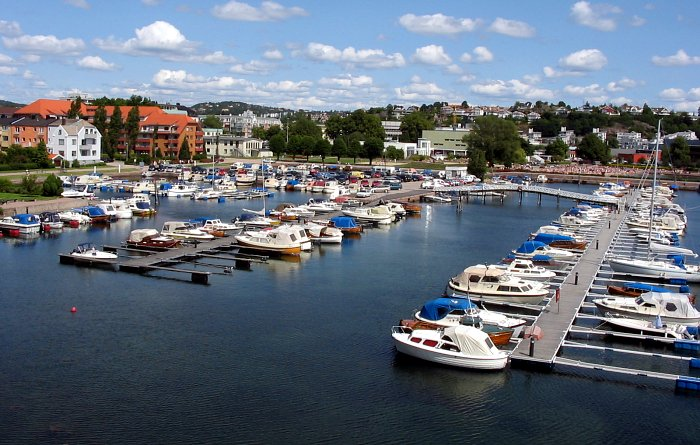
Kristiansand kikötője